# Episcada philoclea
Espèce
Episcada philoclea est un insecte lépidoptère  de la famille des Nymphalidae, de la sous-famille des Danainae et du genre Episcada.

## Dénomination
Episcada philoclea a été décrit par William Chapman Hewitson en 1855 sous le nom initial d' Ithomia philoclea.

## Description
Episcada philoclea est un papillon à l'abdomen mince, aux ailes antérieures beaucoup plus longues que les ailes postérieures et à bord interne concave.
Les ailes sont transparentes avec de très fines veines marron et une bordure des bords et du tour de la cellule, marron sur le dessus, ocre doré sur le revers.

## Écologie et distribution
Episcada philoclea est présent au Brésil.

### Protection
Pas de statut de protection particulier.